# سعود كانو
سعود عبد العزيز كانو (مواليد 23 نوفمبر 1959

) رجل أعمال وسياسي بحريني.

## السيرة
ولد كانو في العاصمة المنامة في 23 نوفمبر 1959. حصل على بكالوريوس هندسة مدنية من معهد جورجيا التكنولجي في عام 1980 وماجستير إدارة الأعمال والاقتصاد من جامعة ميرسر الأميركية في عام 1984.
عمل في بداية حياته في وزارة الإسكان ثم انتقل إلى القطاع الخاص حيث عمل مطور للعقار بشركة يوسف بن أحمد كانو ثم تولى رئاسة شركة أوسس لتطوير العقار وشركة نيوتل وشركة سرايا ونائب رئيس شركة يوسف بن أحمد كانو «قسم الأملاك» ومدرسة عبد الرحمن كانو. تم تعيينه عضوا في مجلس الشورى من 2002 إلى 2010.